# Шелопугінський район
Шелопу́гінський район (рос. Шелопугинский район) — район у складі Забайкальського краю Російської Федерації.
Адміністративний центр — село Шелопугіно.

## Історія
Шахтаминський район утворений 11 лютого 1935 року, центром стало село Шелопугіно.
24 серпня 1961 року Газімуро-Заводський район та Шахтаминський район були об'єднані як Шелопугінський район.
29 листопада 1979 року зі складу Шелопугінського району виділено Газімуро-Заводський район.

## Населення
Населення — 6704 особи (2019; 8369 в 2010, 9773 у 2002).

## Адміністративний поділ
Район адміністративно поділяється на 8 сільських поселень:
| Поселення                               | Площа, км² | Населення, осіб (2002) | Населення, осіб (2010) | Населення, осіб (2019) | Центр                 | Населені пункти |
| --------------------------------------- | ---------- | ---------------------- | ---------------------- | ---------------------- | --------------------- | --------------- |
| Вершино-Шахтамінське сільське поселення | 426,98     | 1763                   | 1468                   | 1124                   | Вершино-Шахтамінський | 2               |
| Глинянське сільське поселення           | 348,61     | 570                    | 430                    | 346                    | Глинянка              | 3               |
| Копунське сільське поселення            | 544,18     | 881                    | 746                    | 637                    | Копунь                | 3               |
| Мало-Тонтойське сільське поселення      | 761,66     | 602                    | 519                    | 418                    | Малий Тонтой          | 3               |
| Мироновське сільське поселення          | 513,50     | 623                    | 462                    | 366                    | Мироново              | 4               |
| Нижньо-Шахтаминське сільське поселення  | 352,67     | 565                    | 506                    | 433                    | Нижня Шахтама         | 3               |
| Шелопугінське сільське поселення        | 1100,69    | 4040                   | 3630                   | 2889                   | Шелопугіно            | 4               |
| Шивіїнське сільське поселення           | 316,26     | 729                    | 608                    | 491                    | Шивія                 | 3               |

## Найбільші населені пункти
| №  | Населений пункт       | Населення, осіб (2002) | Населення, осіб (2010) |
| -- | --------------------- | ---------------------- | ---------------------- |
| 1  | Шелопугіно            | 3571                   | 3274                   |
| 2  | Вершино-Шахтамінський | 1707                   | 1384                   |
| 3  | Копунь                | 591                    | 492                    |
| 4  | Шивія                 | 465                    | 384                    |
| 5  | Мироново              | 377                    | 273                    |
| 6  | Нижня Шахтама         | 279                    | 264                    |
| 7  | Малий Тонтой          | 280                    | 226                    |
| 8  | Даякон                | 205                    | 199                    |
| 9  | Великий Тонтой        | 217                    | 192                    |
| 10 | Глинянка              | 244                    | 184                    |